# Brucoli
Brucoli is een plaats (frazione) in de Italiaanse gemeente Augusta, provincie Syracuse.

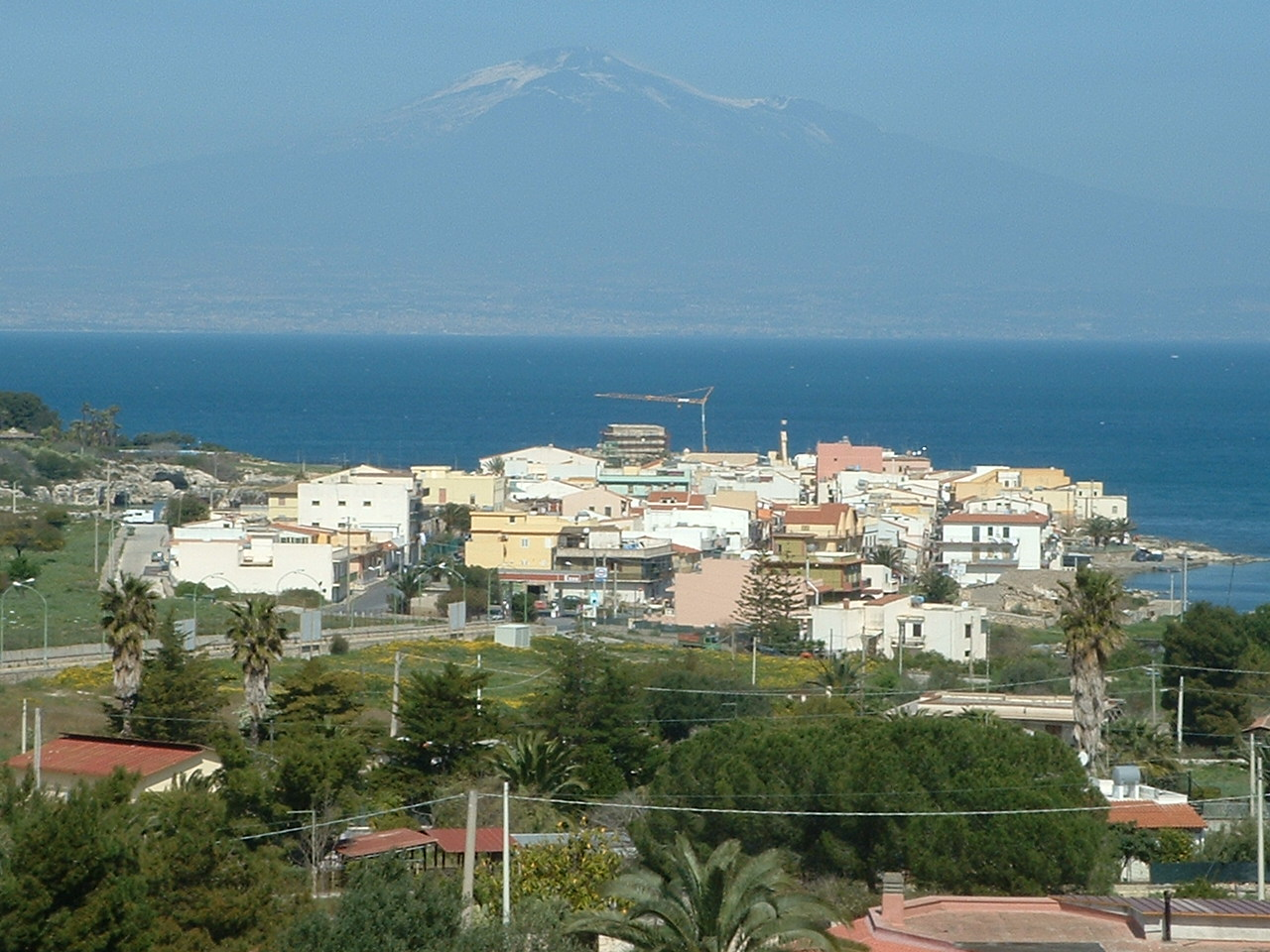
Brucoli